# Arthur Abraham
Arthur Abraham (Avetik Abrahamyan) (Armeens: Արթուր Աբրահամ) (Jerevan, 20 februari 1980) is een professioneel Armeens-Duitse bokser die woonachtig is in Berlijn. Zijn bijnaam luidt "King Arthur". Hij is de huidige WBO titelhouder in het Super-middengewicht.

## Amateurcarrière
Arthur Abraham was als amateur zowel Duits als Armeens kampioen. In 2003 kwam hij onder de hoede van coach Uli Wegner die zorgde dat hij overstapte naar de profs. Uli Wegner is nog steeds zijn coach.

## Profcarrière
Abraham begint zijn carrière in het middengewicht. Op 16 augustus 2003 maakt Abraham zijn profdebuut tegen de Duitser Frank Kary Roth. Hij won op TKO in de 3e ronde. Zijn eerste 12 partijen besliste hij voortijdig. Op 04 september 2004 wint hij zijn eerste titel. Hij verslaat Nader Hamdan en wint de WBA Intercontinental middengewicht titel.

### Wereldtitel
Op 10 december 2005 wint Abraham zijn eerste wereldtitel. Hij wint de vacante IBF middengewicht titel in een gevecht met de Amerikaan Kingsley Ikeke. Deze titel verdedigt hij maar liefst 10 keer met succes. In 2009 besluit hij over stappen naar het super-middengewicht om deel te nemen aan het Super Six-toernooi.

### Super Six
Arthur Abraham is een van de zes boksers die deelneemt aan het Super Six toernooi in het super-middengewicht om een nieuwe WBC kampioen te kronen. Hij wint zijn 1e gevecht op KO van Jermain Taylor. In de volgende ronde lijdt hij zijn eerste nederlaag als prof tegen Andre Dirrell. Abraham wordt gediskwalificeerd, omdat hij Dirrell slaat nadat deze is uitgegleden op het canvas. Ook zijn 3e partij in het Super Six toernooi verliest hij van de Engelsman Carl Froch.

### Robert Stieglitz
Op 25 augustus 2012 staan Arthur Abraham en Robert Stieglitz voor het eerste tegenover elkaar in een gevecht om de WBO Super middengewicht titel. Abraham wint nipt op punten en al snel wordt er een rematch aangekondigd. De rematch wordt gewonnen door Stieglitz, omdat Abraham moet opgeven met een oogblessure. Op 1 maart 2014 wint hij zij titel terug van Stieglitz door op punten te winnen. Op 18 juli 2015 staan Abraham en Stieglitz voor de vierde keer tegenover elkaar. Abraham domineert deze keer en verslaat Stieglitz op TKO in de 6e ronde.
Op 9 Maart 2016 verloor hij zijn WBO Super middengewicht titel aan de ongeslagen Mexicaan Gilberto Ramirez die overtuigend won op punten.

## Persoonlijk
Arthur Abraham kwam op 15-jarige leeftijd naar Duitsland. Zijn jongere broer Alexander is ook profbokser. Hij was in 2010 deelnemer aan de Duitse versie van Let's Dance.
Hij speelde ook rollen in de Duitse films 'Max Schmeling' en 'Crime Scene'.